# Pagan Min

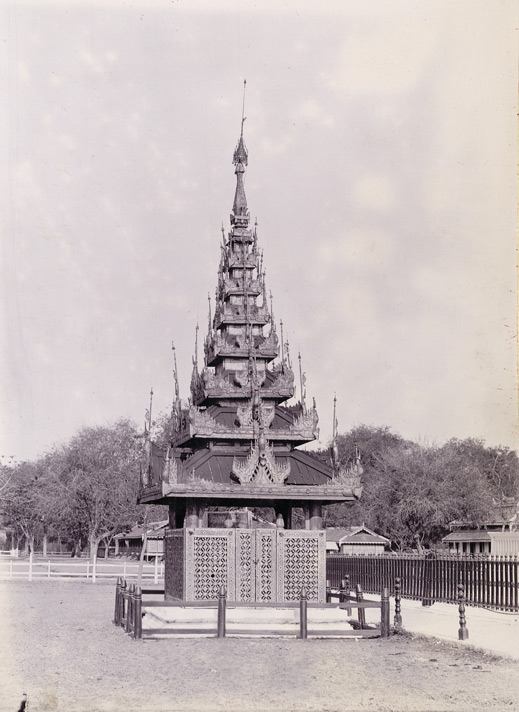
A imagem de 1906 exibe um túmulo real em Mandalay, Birmânia, da coleção do Serviço Arqueológico da Índia. Sob Taw Sein Ko, destaca-se pela torre pyatthat, revelando a riqueza artística birmanesa

Pagan Min (21 de junho de 1811 - 14 de março de 1880) foi o nono rei da Dinastia Konbaung da Birmânia. Nascido com o nome de Maung Biddhu Khyit, a ele foi concedido o título de Príncipe de Pagan por seu pai Tharrawaddy Min em agosto de 1842. Pagan Min tornou-se rei quando Tharrawaddy morreu em 17 de novembro de 1846, assumindo o título formal de Sua Majestade "Pyinsama Thangayana-tin Sri Vijaya Pawara Nanda Jatha Maha Dharma Rajadhiraja Pagan Min Taya-gyi". Casou 18 vezes.
Pagan Min ganhou a luta pelo poder, para suceder seu pai, por ter mortos seus irmãos rivais. Seus principais ministros Maung Maung baing Zat e Bhein enriqueceram executando pessoas ricas, quando milhares de pessoas foram mortas baseadas em falsas acusações.
A Segunda Guerra Anglo-Birmanesa eclodiu durante o reinado de Pagan Min. Em 1851 o governador do Pegu, Maung Ok, acusou os capitães de dois navios mercantes britânicos de homicídio, peculato e evasão de direitos aduaneiros. Ele multou-os em 500 rupias antes de serem autorizados a voltar para Calcutá.
Depois de receber as reclamações, Lord Dalhousie, o governador-geral da Índia britânica, enviou o Almirante George Lambert ao rei birmanês pedindo uma indenização de 920 libras e a demissão de Maung Ok.
Pagan substituiu Ok Maung, mas em 6 de janeiro de 1852, quando o novo governador se recusou a se reunir com uma delegação britânica devido ao almirante Lambert ter apreendido o navio real birmanês, todos os súditos britânicos foram evacuados e a costa de Rangum foi bloqueada pela marinha britânica.
Dentro de dias, os navios de guerra britânicos estavam bombardeando Rangum. Em 7 de fevereiro, Pagan escreveu a Dalhousie para protestar contra os atos de agressão. No dia 13 de fevereiro, Dalhousie enviou um ultimato ao rei, exigindo o equivalente a 100000 libras esterlinas como compensação por "ter tido que se preparar para a guerra", a ser paga até 1 de abril. O ultimato expirou sem resposta, e alguns dias depois tropas britânicas invadiram o território birmanês.
Mindon Min, meio-irmão do rei, se opôs à guerra e fugiu com seu irmão Kanaung para Shwebo, tendo iniciado uma rebelião para depor o irmão. Após algumas semanas de combates, o ministro-chefe Pagan Magwe Mingyi passou para o lado da rebelião e Pagan abdicou em 18 de fevereiro de 1853, em favor de Mindon. O novo rei permitiu a Pagan sobreviver, mantendo-o em um honorável cativeiro. Mindon libertou todos os prisioneiros europeus e procurou um acordo de paz com os britânicos, mas se recusou a assinar um tratado cedendo parte do território birmanês ao Império Britânico.
A Segunda Guerra Anglo-Birmanesa terminou em dezembro, com a anexação britânica da província do Pegu, renomeando-a de Baixa Birmânia